# 張玄 (君夏)
张玄（?—?），字君夏，河内郡河阳县（今河南省孟州市西）人，东汉经学家。

## 生平
幼年时，学习《颜氏春秋》，同时兼通数家学问。汉光武帝建武初年，举为明经，补任弘农郡文学，转任陈仓（陕西宝鸡市东）县丞。他清净淡泊，专心研究经书，讲学问难时，就成天不吃饭。有人提出难题，他往往介绍数家学说，任诘难者自己选择。儒生都佩服他渊博，学生著录的有一千余人。
张玄担任县丞时，曾经因为公事到郡府应对，他不知官府在哪里。当时担任右扶风的琅邪郡徐业，也是大儒，引见张玄，和他交谈，大惊：“今日相遇，真是让愚昧的人晓悟解蒙了！”于是请他上堂，讨论了一天。后来张玄离职，举孝廉，任命为郎。当时缺少《颜氏》博士，张玄应试为第一名，拜为《严氏春秋》经学博士。过了几个月，诸生上书说张玄兼说严氏、冥氏，不适合专为《颜氏》博士。光武帝让他暂且还署，未及调任张玄就去世了。

## 延伸阅读
[在维基数据编辑]
 《後漢書·卷79下》，出自范晔《後漢書》